# Lancer du javelot masculin aux championnats du monde d'athlétisme 2011
Navigation
Berlin 2009 Moscou 2013
L'épreuve du lancer du javelot masculin des championnats du monde de 2011 s'est déroulée les 1er et 3 septembre 2011 dans le stade de Daegu en Corée du Sud. Elle est remportée par l'Allemand Matthias de Zordo.

## Records
Les records du lancer du javelot hommes (mondial, des championnats et par continent) étaient avant les championnats 2011 les suivants.
| Record du monde           | Jan Železný (CZE)        | 98,48 m | Iéna, Allemagne          | 25 mai 1996       |
| Record des championnats   | Jan Železný (CZE)        | 92,80 m | Edmonton, Canada         | 12 août 2001      |
| Record d'Afrique          | Marius Corbett (RSA)     | 88,75 m | Kuala Lumpur, Malaisie   | 21 septembre 1998 |
| Record d'Asie             | Kazuhiro Mizoguchi (JPN) | 87,60 m | San José, États-Unis     | 27 mai 1989       |
| Record d'Amérique du Nord | Breaux Greer (USA)       | 91,29 m | Indianapolis, États-Unis | 21 juin 2007      |
| Record d'Amérique du Sud  | Edgar Baumann (PAR)      | 84,70 m | San Marcos, États-Unis   | 17 octobre 1999   |
| Record d'Europe           | Jan Železný (CZE)        | 98,48 m | Iéna, Allemagne          | 25 mai 1996       |
| Record d'Océanie          | Jarrod Bannister (AUS)   | 89,02 m | Brisbane, Australie      | 29 février 2008   |

## Engagés
Pour se qualifier, il faut avoir réalisé au moins 82,00 m (minimum A) ou 79,50 m (minimum B) entre le 15 octobre 2010 et le 15 août 2011.

## Médaillés
| Or                      | Argent                    | Bronze                   |
| Matthias de Zordo (GER) | Andreas Thorkildsen (NOR) | Guillermo Martinez (CUB) |

## Résultats

### Finale
| Rang               | Athlète             | Pays             | Essais | Essais | Essais | Essais | Essais | Essais | Marque | Notes |
| Rang               | Athlète             | Pays             | 1      | 2      | 3      | 4      | 5      | 6      | Marque | Notes |
| ------------------ | ------------------- | ---------------- | ------ | ------ | ------ | ------ | ------ | ------ | ------ | ----- |
| Médaille d'or      | Matthias de Zordo   | Allemagne        | 86.27  | 85.51  | -      | -      | 82.88  | 81.40  | 86.27  | SB    |
| Médaille d'argent  | Andreas Thorkildsen | Norvège          | 80.75  | 80.46  | 80.60  | 84.78  | x      | 80.28  | 84.78  |       |
| Médaille de bronze | Guillermo Martínez  | Cuba             | 84.30  | 80.12  | 80.09  | 76.99  | -      | 78.69  | 84.30  |       |
| 4                  | Vítězslav Veselý    | Tchéquie         | 81.19  | x      | 84.11  | 79.64  | 76.28  | x      | 84.11  | SB    |
| 5                  | Fatih Avan          | Turquie          | 78.24  | 83.34  | 78.96  | 79.87  | x      | 77.58  | 83.34  |       |
| 6                  | Roman Avramenko     | Ukraine          | 82.51  | x      | 82.20  | 79.71  | 78.87  | x      | 82.51  |       |
| 7                  | Jarrod Bannister    | Australie        | 82.25  | x      | -      | x      | 76.60  | x      | 82.25  | SB    |
| 8                  | Mark Frank          | Allemagne        | 78.78  | x      | 81.81  | 78.48  | 80.98  | 77.73  | 81.81  |       |
| 9                  | Antti Ruuskanen     | Finlande         | x      | 79.46  | 79.06  |        |        |        | 79.46  |       |
| 10                 | Dmitri Tarabin      | Russie           | x      | 79.06  | x      |        |        |        | 79.06  |       |
| 11                 | Stuart Farquhar     | Nouvelle-Zélande | 78.99  | 75.18  | 77.13  |        |        |        | 78.99  |       |
| 12                 | Sergey Makarov      | Russie           | 77.73  | 78.76  | 78.05  |        |        |        | 78.76  |       |

### Qualifications
Qualification : 82,50 (Q) ou les 12 meilleures performances (q).
| Rang | Groupe | Athlète                   | Nationalité      | #1    | #2    | #3    | Résultat | Notes |
| ---- | ------ | ------------------------- | ---------------- | ----- | ----- | ----- | -------- | ----- |
| 1    | A      | Guillermo Martínez        | Cuba             | 83.77 |       |       | 83.77    | Q     |
| 2    | A      | Dmitri Tarabin            | Russie           | x     | 82.92 |       | 82.92    | Q     |
| 3    | B      | Stuart Farquhar           | Nouvelle-Zélande | 82.10 | x     | -     | 82.10    | q     |
| 4    | A      | Matthias de Zordo         | Allemagne        | 82.05 | 81.11 | x     | 82.05    | q     |
| 5    | B      | Fatih Avan                | Turquie          | 80.27 | 77.68 | 81.94 | 81.94    | q     |
| 6    | B      | Mark Frank                | Allemagne        | 80.96 | 81.93 | -     | 81.93    | q     |
| 7    | A      | Andreas Thorkildsen       | Norvège          | 79.36 | 80.85 | 81.83 | 81.83    | q     |
| 8    | A      | Vítězslav Veselý          | Tchéquie         | 79.99 | 74.77 | 81.64 | 81.64    | q     |
| 9    | B      | Roman Avramenko           | Ukraine          | 76.30 | x     | 81.46 | 81.46    | q     |
| 10   | B      | Sergey Makarov            | Russie           | 81.42 | 80.18 | 78.33 | 81.42    | q     |
| 11   | A      | Jarrod Bannister          | Australie        | 81.35 | x     | 75.91 | 81.35    | q     |
| 12   | B      | Antti Ruuskanen           | Finlande         | 79.54 | 81.03 | 78.14 | 81.03    | q     |
| 13   | B      | Igor Janik                | Pologne          | 80.88 | 76.63 | 78.98 | 80.88    |       |
| 14   | B      | Ari Mannio                | Finlande         | 74.09 | 80.27 | 79.31 | 80.27    |       |
| 15   | A      | Yukifumi Murakami         | Japon            | 80.19 | 78.04 | 74.93 | 80.19    |       |
| 16   | A      | Jakub Vadlejch            | Tchéquie         | 68.32 | 80.08 | x     | 80.08    |       |
| 17   | A      | Tero Pitkämäki            | Finlande         | 78.21 | 79.46 | 76.05 | 79.46    |       |
| 18   | B      | Chen Qi                   | Chine            | x     | 74.28 | 78.42 | 78.42    |       |
| 19   | A      | Scott Russell             | Canada           | 76.47 | 77.49 | 74.23 | 77.49    |       |
| 20   | A      | Ēriks Rags                | Lettonie         | 77.34 | x     | 76.23 | 77.34    |       |
| 21   | A      | Yervásios Filippídis      | Grèce            | 76.66 | 70.42 | 73.41 | 76.66    |       |
| 22   | B      | Leslie Copeland           | Fidji            | 76.57 | 74.54 | 73.82 | 76.57    |       |
| 23   | A      | Mihkel Kukk               | Estonie          | 73.21 | 72.10 | 76.42 | 76.42    |       |
| 24   | B      | Petr Frydrych             | Tchéquie         | 75.38 | 76.18 | x     | 76.18    |       |
| 25   | B      | Vadims Vasiļevskis        | Lettonie         | 74.67 | 75.23 | x     | 75.23    |       |
| 26   | B      | Gabriel Wallin            | Suède            | 72.96 | 74.44 | 74.09 | 74.44    |       |
| 27   | B      | Arley Ibargüen            | Colombie         | 73.22 | 74.02 | x     | 74.02    |       |
| 28   | B      | Alexandr Ivanov           | Russie           | 73.81 | x     | x     | 73.81    |       |
| 29   | A      | Oleksandr Pyatnytsya      | Ukraine          | 71.93 | 72.05 | 73.56 | 73.56    |       |
| 30   | B      | Spirídon Lebésis          | Grèce            | x     | 73.35 | 70.44 | 73.35    |       |
| 31   | A      | Matija Kranjc             | Slovénie         | 73.17 | x     | -     | 73.17    |       |
| 32   | B      | Zigismunds Sirmais        | Lettonie         | 70.20 | x     | 73.16 | 73.16    |       |
| 33   | A      | John Robert Oosthuizen    | Afrique du Sud   | 69.65 | 73.14 | 72.79 | 73.14    |       |
| 34   | B      | Jung Sang-Jin             | Corée du Sud     | 72.03 | x     | x     | 72.03    |       |
| 35   | A      | Ihab Abdelrahman El Sayed | Égypte           | 71.99 | 68.00 | x     | 71.99    | SB    |
| 36   | A      | Rinat Tarzumanov          | Ouzbékistan      | x     | 67.07 | 70.32 | 70.32    |       |
|      | A      | Mike Hazle                | États-Unis       |       |       |       | DNS      |       |

## Légende
Records et Performances
- AR : Record continental (area record)
- CR : Record des championnats (championship record)
- MR : Record du meeting (meet record)
- NR : Record national (national record)
- OR : Record olympique (olympic record)
- PR : Record paralympique (paralympic record)
- PB : Record personnel (personal best)
- SB : Meilleure performance personnelle de la saison (season's best)
- WL : Meilleure performance mondiale de l'année (world leader)
- WJR : Record du monde junior (world junior record)
- WR : Record du monde (world record)

Circonstances et Conditions
- DNF : N'a pas terminé (did not finish)
- DNS : N'a pas pris le départ (did not start)
- DQ : Disqualification (disqualification)
- NM : Aucun essai valable enregistré (No Mark)
- Q : Qualifié « directement » au prochain tour (ou à la prochaine compétition), lors d'une compétition majeure, grâce au classement ou à la réalisation des minima (automatic qualifier)
- q : Qualifié au prochain tour (ou à la prochaine compétition), lors d'une compétition majeure, grâce au repêchage ou à la réalisation de l'une des meilleures performances parmi celles des « non qualifiés directement » (grâce au meilleur temps ou à la meilleure distance par exemple) (secondary qualifier)